# Catalana (revista)

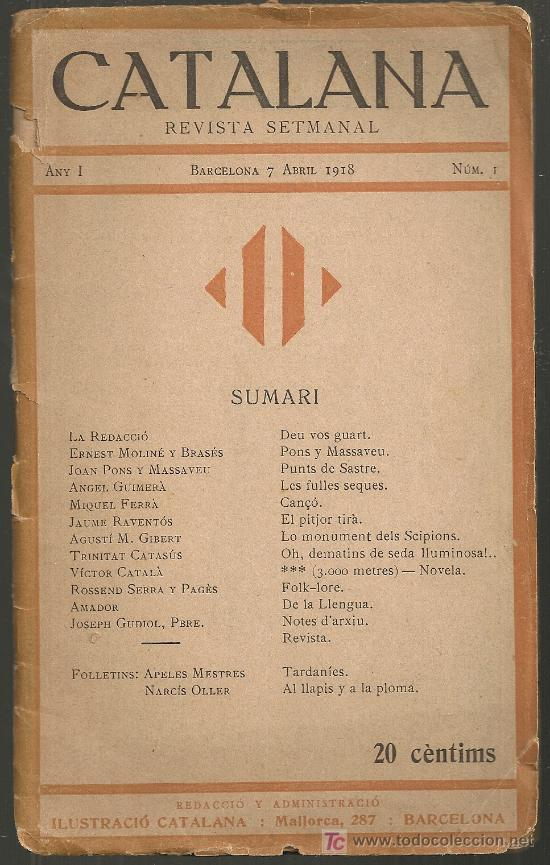
Número 1 de Catalana, 7 d'abril 1918

La revista Catalana és una publicació sobre Llengua i Literatura que va ser fundada a Barcelona el 1918. El director era Francesc Matheu. A l'any de fundació tenia un preu de 20 cèntims, però això va anar variant. La revista es publicava els diumenges amb una periodicitat setmanal de 1918-1920 i quinzenal de 1921-1926. Es va crear com un mitjà popular per a combatre la secció filològica de l'Institut d'Estudis Catalans i les seves normes de la llengua. També es va voler crear com a succedani de la Il·lustració Catalana.
Molts dels escriptors que van participar en la revista s'oposaven a la reforma lingüística de Pompeu Fabra.

## Història

### Fragment de l'editorial fundacional
| « | No'n tenim d'altre [programa] que'l de reflectir, fins allà hont poguèm, lo moviment literari de Catalunya, Mallorca y Valencia, sense distinció de matisos mentres càpiguen dintre'l nostre criteri amplement català. | » |

### Suspensions
30 de març – 13 d'abril de 1919: es va suspendre per motiu de vaga
Desembre 1919 – març 1920: es va suspendre per motiu de les vagues que van impossibilitar el funcionament de moltes indústries. L'editorial Casa Thomas, a què estava adherida la revista, seguia sense funcionar al mes de març. Per això, la revista es va associar a La Renaxensa. No era possible mantenir la revista en les condicions de l'any de fundació. El cost de la impressió havia augmentat un 35% i el del paper un 300%, per tant va augmentar el preu de la revista.
Juny 1920 – Gener 1921: El paper costava 7 vegades el que costava abans i el preu del treball tipogràfic s'havia triplicat. La Revista no va voler acceptar les subvencions oficials, que anomena “vergonyoses”. Tot i les condicions difícils, la revista va decidir continuar la publicació el gener del 1921, adaptant-se a les condicions. Van demanar suport als lectors, es va apujar el preu a 60 cèntims i la subscripció anual a 13 pessetes. Es va decidir que la publicació seria quinzenal durant tot l'any 1921. Finalment, va ser quinzenal fins a la seva desaparició el 1926. Ja havien comprat el paper per tot l'any, així que podien assegurar la publicació de la revista fins al desembre.
El 8 de desembre de 1918 hi va haver una vaga d'enquadernadors, així que l'enquadernació del número d'aquell dia la van haver de fer els altres treballadors de la revista. A gener del 1919 va tornar a apujar el preu del paper, però la periodicitat de la publicació i el preu de la revista van continuar iguals. Tanmateix, el número de la primera setmana de gener del 1919 no es va poder publicar a causa de les vagues, com també va passar el 16 de novembre de 1919.

### Altres dades importants
L'1 d'octubre de 1921, la revista va rebre una suma alta de diners dins d'una carta anònima. Es va intentar contactar amb el remitent, però no va ser possible. El desembre de 1922, els diners rebuts van ser destinats a una “obra de beneficència”.
A partir de l'any 1923, tots els números de la revista van passar per la censura militar. Aquest fet és indicat als lectors en tots els números publicats a partir d'aquest any.
L'octubre de 1925 va desplaçar el seu local del carrer Mallorca al carrer de Casanova, número 36.

### Final
La publicació de la revista va finalitzar el 1926. Va desaparèixer perquè no es volia atenir a la censura imposada per la dictadura. Es va anunciar que la publicació quedaria suspesa “fins que puguem fer-la al nostre gust, sense preocupacions extraliteràries i sense intervenció d'elements estranys.” Finalment, mai es va tornar a publicar.

## Edició de suplements
La revista va publicar, sempre en format de fulletons, nombroses obres d'escriptors catalans. Es van publicar les següents obres:

### 1918
Tardaníes, d'Apeles Mestres
Novela d'un Bibliòfil, de Ramon Miquel i Planas
Al llapis i a la Ploma, de Narcís Oller
Les confidències d'en Joan Bonhome, de Ramon Miquel i Planas
La estrella ab cua, d'Eduart Girbal Jaume

### 1919
Pensaments, de Ramon Miquel i Planas
Les hores que tornen, de Salvador Albert (volum de poesies)
Oratjol de la serra, d'Eduart Girbal Jaume
A mitja veu, de Lluís Vila. Per a compensar la suspensió de desembre 1919 – març 1920, es va editar el llibre Flor d'enamorats – cançoner del segle XVI, que es va repartir durant una setmana gratuïtament als subscriptors, i que els no subscriptors podien comprar per 1,5 pessetes.

### 1921
Catecisme de Ciutadania, de Frederic Rahola
El Purgatori del Bibliòfil, de Ramon Miquel i Planas

### 1924
Barcelonines, de Jacint Verdaguer
Jovenívoles, de Jacint Verdaguer
Disperses, de Jacint Verdaguer

### 1925
Recorts i Contes, de Martí Genís i Aguilar
Opals, de Salvador Albert
Poesies de Stechetti, traduïdes per Lluís Vila

### 1926
Renyines d'enamorats, de Narcís Oller
Darreres Balades, d'Apeles Mestres
De tot vent, de Lluís G. Pla
L'estudi general de Lleyda, de Josep Maria Roca
De la última cullita, d'Alexandre Fonts.

## Contingut

### Seccions principals
Les seccions principals de la revista Catalana eren aquestes: Notes d'arxiu, Folklore, Revista (en què es comentaven llibres, obres de teatre, lectures populars, morts de persones relacionades amb la llengua i literatura catalana i finalment informació sobre l'acadèmia de la llengua catalana), Als nostres lectors, Secció humorística i De la llengua (que tractava sobretot temes filològics).

### Continguts i temàtiques
La revista publicava relats, poemes, assajos, novel·les de les quals es publicava una part a cada número de la revista, textos filològics, informació sobre els Jocs Florals i reproducció de tots els textos presentats als Jocs, discursos d'autoritats i intel·lectuals i el contingut de conferències.

## Director i col·laboradors
Director: Francesc Matheu 

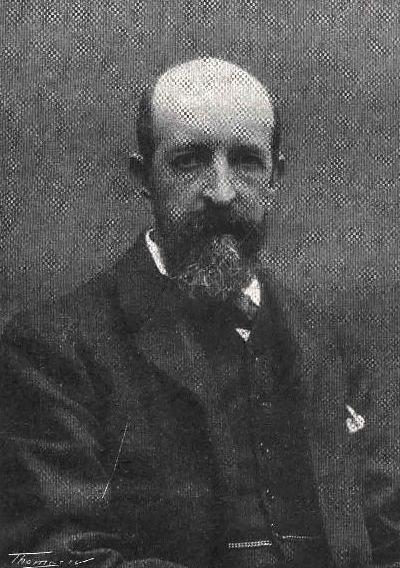
Francesc Matheu, director de Catalana

Els col·laboradors principals van ser:
- Francesc Carreras i Candi (Barcelona, 1862 – Barcelona 1937) Historiador, geògraf i polític.
- A. Masriera

- Narcís Oller (Valls, 2846 – Barcelona, 1930) Advocat i escriptor.
- Apeles Mestres (Barcelona, 1854 – Barcelona, 1936) Artista, poeta, autor de teatre i músic.
- Ramon Miquel i Planas (Barcelona, 1874 – Barcelona, 1950) Editor, traductor escriptor, poeta.
- Eduard Girbal Jaume (Girona, 1881 – Barcelona, 1947) Escriptor.
- Salvador Albert (Palamés, 1868 – 1944) Polític i escriptor.
- Lluís Vila
- Frederic Rahola (Cadaqués, 1858 - Cadaqués, 1919) Economista i polític.
- Jacint Verdaguer (Folgueroles, 1845 – Vallvidrera, 1902) Poeta.
- Martí Genís i Aguilar (Vic, 1847 – 1932) Escriptor i farmacèutic.
- Josep Maria Roca (Barcelona, 1862 – Barcelona, 1930) Metge i escriptor.
- Alexandre Fonts (Barcelona, 1876 – Barcelona, 1949) Home de negocis, articulista i novel·lista.
- Antoni Careta i Vidal (Barcelona, 1843 – Barcelona, 1924) Escriptor i poeta.
- Víctor Català (Caterina Albert i Paradís de naixement. L'Escala, 1869 – l'Escala, 1966) Escriptora.
- Josep Pin i Soler (Tarragona, 1842 – Tarragona 1927) Prosista, traductor i dramaturg.

## Webgrafia i enllaços
1. Pàgina 1 del número 1 de Catalana
2. Pàgina 9 del número 229 de Catalana

Catalana a l'Arca, Arxiu de Revistes Catalanes Antigues.
Accés a tots els números de Catalana.
Catalana a enciclopèdia.cat.